# John Nelson (politico)
John Nelson (Frederick, 1º giugno 1791 – Baltimora, 18 gennaio 1860) è stato un politico statunitense.

## Biografia
Figlio di Roger Nelson studiò al college di William e Mary, laureandosi poi nel 1825 all'università di Princeton. Prima della morte si ritirò dalle scene politiche.
Nel 1831 fu nominato Incaricato d'Affari del Regno delle Due Sicilie.  Fu il 18º procuratore generale degli Stati Uniti dal 1º luglio 1843 fino al marzo 1845 durante la presidenza di John Tyler (10º presidente). Servì anche come segretario di Stato ad interim verso la fine dell'amministrazione Tyler.